# 救急救命室
A&Eとは Accident & Emergency の略で、直訳すると救急救命室（きゅうきゅうきゅうめいしつ）という診療スペースを意味する言葉だが、一般的には北アメリカ型の救急医療のことを指す。
北米型ERシステムの特徴は、24時間・365日全ての救急患者（救急車来院および独歩来院）を受け入れ、一義的に救急医（ER専門医）によって全ての科の診断および初期治療（Advanced Triage）を行い、必要があれば各専門科にコンサルトするというシステムである。独歩来院の患者にはトリアージナースが対応し、緊急性があるかないかの判断を行い、緊急性があると判断されれば救急車来院の患者同様、ERドクターの診療を緊急に受けることとなる。
日本では、1次・2次・3次と重症度に応じた医療機関（救急指定病院）が設定されており、重症度に応じて救急隊が搬送するというシステムが採られていた。日本の救急医療は元来、3次救急医療を中心に発展してきたが、患者のニーズに応えるためには1次、2次救急医療の整備も急がなくてはならないことが指摘されていた。
そこで1次、2次救急医療をもこなせる救急医療システム、および救急医を育成するという方向転換が図られ始めた。またこれらはあくまでも救急車来院の患者に関してであり、独歩来院に関してはほとんど検討されていなかった。3次救急医療を担う各地の救命救急センターや高度救命救急センターでは、原則として救急車来院を診察し、時間外における独歩来院は別部門が診察する所もあった。
救急車来院だけでなく、独歩来院の中にも重症患者が潜んでいることがある。そこで、こうした諸問題を解決するために、北米型ERシステムを採用する病院が現れ始めている。
アメリカ合衆国のテレビドラマ『ER緊急救命室』の放送により、ERという用語自体を知る人は少なくない。

## 日本での発足
日本では、1967年（昭和42年）8月に大阪大学医学部附属病院内で「特殊救急部」との名称で発足したのが初めだと言われる。当時は、救命を要する患者が、病院を「たらい回し」にされる事態が問題となっていた。これは、救急診療は各診療科や当直医の裁量で行われ、多発外傷のような複数科にまたがる救命医療を専門的に行う診療科が存在しなかったためでもある。
この「特殊救急部」は救急医療を行う診療部門ではあったが、外傷外科と呼ばれ、胸腹部外傷や広範囲熱傷といった重症の外科系救急医療を手術・入院も含めた診療を自部門で完結して実施していた。当時、救急医学の概念も救急医療システムもなかった日本に日本救急医学会の創設や全国に救命救急センターが設置されるきっかけになったが、前述の内科系外科系重症度を問わず初期救急診療を行う「北米型ER」とは趣がことなるので注意が必要である。なお、大阪大学医学部附属病院に存在した特殊救急部は、救命救急センターの法制化とともに改組され、現在、名称は高度救命救急センターとなっている。